# Бајбурт (вилајет)
Бајбуртски вилајет (тур. Bayburt ili) је вилајет на североистоку Турске. Административни центар вилајета је град Бајбурт.

## Клима
Клима вилајета је влажна континентална.